# تايلر هاينز
تايلر هاينز هو ممثل كندي، ولد في 6 مايو 1986 بتورونتو في كندا.

## أعمال

### أفلام
- (2011) المخلدون[4][5]

## وصلات خارجية
- تايلر هاينز على موقع IMDb (الإنجليزية)
- تايلر هاينز على موقع قاعدة بيانات الأفلام العربية
- تايلر هاينز على موقع ألو سيني (الفرنسية)
- تايلر هاينز على موقع أول موفي (الإنجليزية)
- تايلر هاينز على موقع قاعدة بيانات الفيلم (الإنجليزية)
- تايلر هاينز على موقع كينوبويسك (الروسية)